# Rave Review
Rave Review är ett svenskt klädmärke som grundades 2017 av modeskaparna Livia Schück och Josephine Bergqvist. Varumärket fokuserar på hållbart mode genom remake och återanvändning av existerande material.
Året 2018 var Rave Review ett av utvalda modemärken för Swedish Fashion Councils projekt Swedish Fashion Talents och debuterade då med sin första visning på Stockholms modevecka. Året efter tilldelades de Elle och H&M's Nykomlingsstipendium 2019 under Elle-galan och har sedan dess uppmärksammats internationellt för sitt progressiva förhållningssätt till design och skapande.